# Crozzon di Val d’Agola
Der Crozzon di Val d’Agola auch als Prima Cima di Fracingli, Cima Fracinglo oder Crozzon di Fracingli bezeichnet, ist ein 2673 m s.l.m. hoher Berg in der Brentagruppe.

## Lage und Beschreibung
Der Crozzon di Val d’Agola ist dem Crozzon di Brenta (3135 m) nordwestlich vorgelagert und von diesem vom Val Brenta Bassa abgegrenzt. Er liegt am nördlichen Ende der Fracingli-Gruppe, einer Untergruppe im südlichen Bereich der Brentagruppe, nördlich der Scharte Bocchetta di Vallarga (2500 m). Im Westen wird er vom Val d’Algola eingegrenzt. Seine bis zu 1000 m hohen, zum Teil mit Latschen und Grasnarben bewachsenen Flanken dominieren das untere Brenta- und Agola-Tal. Besonders eindrucksvoll zeigt sich seine zur Brentei-Hütte gewandte Ostseite.

## Alpinismus
Die Erstbesteigung des Crozzon di Val d’Agola gelang Gottfried Merzbacher und seinem aus Campitello di Fassa stammenden Bergführer Giorgio Bernard am 25. August 1884. Die beiden stiegen von der Alm Brenta Alta zur Scharte Bocca di Gamosci auf. Von dort folgten sie dem die ganze Fracingli-Gruppe durchziehenden Grat auf den Gipfel. Dabei wurden auch die dem Crozzon südlich vorgelagerte Cima Valstretta (2880 m) erstmals bestiegen.
Eine andere Aufstiegsmöglichkeit ist die von Cesare Bettoni und Cesare Maestri 1970 erstmals begangene Route über den Nord-Nord-West-Grat, überwiegend im Schwierigkeitsgrad II eine Stelle im Schwierigkeitsgrad III. Eine weitere Route (UIAA VI) über den Südwest-Pfeiler wurde 1975 von Gino Buscaini und seiner Frau Silvia Metzeltin eröffnet.

## Routen und Stützpunkte
Trotz seiner imposanten Form wird der Crozzon di Val d’Agola wegen des langen und mühsamen Normalweges nur selten bestiegen. Zudem ist der Aufstieg auch aufgrund des brüchigen Gesteins, des Gerölls und des teilweisen Bewuchses nicht sehr attraktiv. Der Normalweg führt von der Zwölf-Apostel-Hütte über den Übergang Passo di Val Stretta (2618 m) und die Scharte Bocchetta di Vallarga zum Gipfel. Von der Scharte aus etwa eine Stunde im Schwierigkeitsgrad I. Als Stützpunkte bieten sich je nach Route die Zwölf-Apostel- oder die Brentei-Hütte an.